# Estigmene vittata
Estigmene vittata är en fjärilsart som beskrevs av Moore 1879. Estigmene vittata ingår i släktet Estigmene och familjen björnspinnare. Inga underarter finns listade i Catalogue of Life.